# クインティックスリーフォールド
数学において、クインティックスリーフォールド (quintic threefold) は、4 次元射影空間の中の3次元の5次超曲面である。非特異なクインティックスリーフォールドは、カラビ・ヤウ多様体である。
非特異クインティックスリーフォールドのホッジダイアモンドは、
|   |   |     | 1 |     |   |   |
|   |   | 0   |   | 0   |   |   |
|   | 0 |     | 1 |     | 0 |   |
| 1 |   | 101 |   | 101 |   | 1 |
|   | 0 |     | 1 |     | 0 |   |
|   |   | 0   |   | 0   |   |   |
|   |   |     | 1 |     |   |   |

である。

## 有理曲線
Clemens (1984) は、一般的なクインティックスリーフォルド上の与えられた次数の有理曲線の数が有限であることを予想した。（なめらかで非退化なクインティックスリーフォルドは無限の直線の族を持っている。）このことは次数が 7 以下では Katz (1986)で示されていて、彼は2次有理曲線の数が 609250 であることも計算していた。Philip Candelas, Xenia C. de la Ossa, and Paul S. Green et al. (1991) では、任意の次数の有理曲線の数の公式が予想され、Givental (1996) で証明された（仮想数が実際の数に等しいという事実は、クレメンスの予想に依存している。現在、高々、次数 11 に対して、知られているCotterill (2012))。一般的なクインティックスリーフォールド上の有理曲線の数は、
5, 2875, 609250, 317206375, 242467530000, ...オンライン整数列大辞典の数列 A076912.
で与えられている。一般のクインティックスリーフォルドはカラビ・ヤウ多様体であり、与えられた次数の有理曲線のモジュライ空間は離散的で有限な集合（従ってコンパクト）であるので、これらは well-defined なドナルドソン・トーマス不変量である（「点の仮想数」、少なくとも次数 1 と 2 に対し、これらは実際に点の数に一致する）。

## Examples
- フェルマーのクインティックスリーフォルド（英語版）(Fermat quintic threefold)は、 {\displaystyle V^{5}+W^{5}+X^{5}+Y^{5}+Z^{5}=0} により与えられる。
- バース・ニエトの5次曲面（英語版）(Barth–Nieto quintic)